# Csonkított dodekaéder

Szabályos csonkított dodekaéder

A csonkított dodekaéder egy Arkhimédeszi (félszabályos) test. Felületét 12 tízszög és 20 háromszög alkotja. 60 éle és 90 csúcsa van. Duálisa a triakis ikozaéder.

## Geometriai viszonyok
A dodekaédert csonkítva (csúcsait levágva) az ötszögek tízszögekre , a csúcsok pedig háromszögekre változnak. Ezt tovább csonkítva az alábbi soron megy keresztül:
| Kép                    | Dodekaéder | Csonkított dodekaéder | Ikozidodekaéder | Csonkított ikozaéder | Ikozaéder |
| Coxeter–Dynkin diagram |            |                       |                 |                      |           |

## Felszín és térfogat
A csonkított dodekaéder felszínének (A) és térfogatának (V) képlete a él függvényében:
{\displaystyle A=5({\sqrt {3}}+6{\sqrt {5+2{\sqrt {5}}}})a^{2}\approx 100.99076a^{2}}
{\displaystyle V={\frac {5}{12}}(99+47{\sqrt {5}})a^{3}\approx 85.0396646a^{3}}

## Descartes-koordináták
Az alábbi Descartes-féle koordinátákkal definiálhatók egy csonkított dodekaéder csúcsai:
(0, ±1/τ, ±(2+τ))
(±(2+τ), 0, ±1/τ)
(±1/τ, ±(2+τ), 0)
(±1/τ, ±τ, ±2τ)
(±2τ, ±1/τ, ±τ)
(±τ, ±2τ, ±1/τ)
(±τ, ±2, ±τ2)
(±τ2, ±τ, ±2)
(±2, ±τ2, ±τ)
ahol τ = (1+√5)/2 az aranyszám (gyakran φ).